# Faber nostrum
(Colapesce, 2018)
Faber nostrum è un album tributo pubblicato il 26 aprile 2019 che racchiude 15 brani di Fabrizio De André reinterpretati da vari artisti della scena rock, indie e indie pop italiana.
Il 20 giugno 2019 viene annunciato tra i candidati per la Targa Tenco 2019 nella categoria Album collettivo a progetto.

## Tracce
1. Gazzelle – Sally (tratto da Rimini) – 4:56
2. Ex-Otago – Amore che vieni, amore che vai (tratto da Volume 3º) – 3:19
3. Willie Peyote – Il bombarolo (tratto da Storia di un impiegato) – 3:30
4. Canova – Il suonatore Jones (tratto da Non al denaro non all'amore né al cielo) – 4:51
5. Cimini & Lo Stato Sociale – Canzone per l'estate (tratto da Vol. 8) – 3:59
6. I Ministri – Inverno (tratto da Tutti morimmo a stento) – 3:17
7. Colapesce – La canzone dell'amore perduto (tratto da Canzoni) – 3:17
8. The Leading Guy – Se ti tagliassero a pezzetti (tratto da L'indiano ) – 3:36
9. Motta – Verranno a chiederti del nostro amore (tratto da  Storia di un impiegato) – 4:52
10. La Municipàl – La canzone di Marinella (tratto da Volume 3º) – 3:11
11. Fadi – Rimini (tratto da Rimini) – 4:15
12. Zen Circus – Hotel Supramonte (tratto da L'indiano) – 6:21
13. Pinguini Tattici Nucleari – Fiume Sand Creek (tratto da L'indiano) – 4:18
14. Artù – Cantico dei drogati (tratto da Tutti morimmo a stento) – 6:54
15. Vasco Brondi – Smisurata preghiera (tratto da Anime salve) – 4:02

## Classifiche
| Classifica (2019) | Posizione massima |
| ----------------- | ----------------- |
| Italia            | 1                 |